# Nicole Castioni
 (octobre 2021).
Nicole Castioni, née à Genève le 14 juillet 1958, est une personnalité politique, écrivaine, scénariste et juge assesseure binationale franco-suisse.

## Biographie
Dans les années 1970, elle a étudié au conservatoire de théâtre et tenu un rôle dans Les Hauts de Hurlevent mis en scène par Robert Hossein, et dans Sauve qui peut (la vie) de Godard. Elle est l'auteure d'un livre intitulé Soleil au bout de la nuit qui décrit ses expériences comme prostituée et toxicomane pendant cinq années à Paris. Ce livre est adapté en pièce de théâtre sous le titre Au bout de la nuit. Scénariste de Port d'attache une série de 6 épisodes de 52 minutes. Co-scénariste de Parents mode d'emploi (France 2).
2021 et 2022 : Série Sacha sur RTS 1 / SSR SRG et ARTE en 2022. 
Elle est députée au Grand Conseil du canton de Genève de 1993 à 2001. En 2012, elle est candidate du PS français pour les élections législatives dans la sixième circonscription des Français établis hors de France,.
Juge au Tribunal criminel de Genève, elle est également scénariste pour la télévision. Elle a notamment été créatrice et co-scénariste de la mini-série psychologique et policière Sacha, de Léa Fazer, diffusée à partir du 11 novembre 2021 par la RTS 1 SSR / SRG , librement inspirée de son autobiographie. Et dès le 3 février 2022 sur ARTE.

## Publications
- Le soleil au bout de la nuit, éditions Albin Michel, 1998, 213 p.  (ISBN 978-2-22610-070-2)
- Vivement plus tard, éditions Albin Michel, 2002, 203 p.  (ISBN 978-2-22613-322-9)
- Le dernier partage: Mourir dans la dignité, éditions Favre, 2006, 103 p[8].  (ISBN 978-2-82890-876-8)
- Balance ton âge. Femmes sublimes sans âge limite. Guide pratique et humoristique, éditions Favre, 2018, 160 p.  (ISBN 978-2-82891-739-5)

## Vidéos
- DVD "Port d'attache"
- DVD "Parents mode d'emploi" saisons 1, 2 et 3.